# اسم من گویندا است
اسم من گویندا است (به هندی: Govinda Naam Mera) فیلمی هندی در ژانر کمدی هیجانی محصول سال ۲۰۲۳ به کارگردانی ششانک کیتان است. در این فیلم بازیگرانی همچون ویکی کائوشال، بومی پدنکار، کیارا ادوانی، سایاجی شینده، رنوکا شاهانه، ششانک کیتان و رانبیر کاپور ایفای نقش کرده‌اند.
در نوامبر ۲۰۲۱ کارن جوهر خبر ساخت فیلم را اعلام کرد و در ۱۶ دسامبر ۲۰۲۲ از دیزنی پلاس هات استار منتشر شد و نقد های مثبتی دریافت کرد.
رنبیر کاپور حضور کوتاهی در موزیک ویدئو "بیجلی" داشته است.

## خلاصه داستان
گویندا واگماره (ویکی کوشال) پسری که به عنوان رقصنده پشتیبان فیلم‌های بالیوودی در بمبئی با مادر فلج و همسرش گوری (بومی پدنکار) در عمارتی که پدرش به نام آنها زده زندگی می‌کنند. گویندا سال هاست با برادر ناتی‌اش سر مالکیت خانه به دادگاه می‌رود و از طرفی با گوری به مشکل خورده و می‌خواهد از او طلاق گرفته و با سوکو (کیارا ادوانی) دوست دخترش که آن هم یک رقصنده است ازدواج کند؛ اما گوری بجای جهیزیه‌ای که موقع ازدواج از خانواده‌اش گرفته‌اند ۲ کرور روپیه از گویندا می‌خواهد تا طلاق بگیرد. افسر پلیس، جاوید از گویندا ۲ لاک روپیه بخاطر اسلحه‌ای که از او گرفته تا زنش را بکشد می‌خواهد ولی او توان پرداخت و دل کشتن ندارد. تا اینکه یک روز سندى، پسر معتاد به مواد مخدر تهيه كننده ثروتمند آجيت داركار، با ماشین پر از موادش تصادف می‌کند و گویندا شاهد این اتفاق است که ناگهان ایده‌ای به ذهنش می‌رسد.

## توسعه و انتشار
در ژانویه ۲۰۲۰ کارن جوهر و ششانک کیتان پس چند همکاری تصمیم گرفتند باهم فیلمی کمدی مهيج را کار کنند. اسم اولیه فیلم آقای لله با بازی وارون داوان، جانوی کاپور و بومی پدنکار بود که بعد از همه گیری ویروس کرونا فیلم برداری تعطیل شد. در ژانویه ۲۰۲۱ با تغییر بازیگران به ویکی کوشال و کیارا ادوانی فیلم برداری از سر گرفته شد. به دلیل اینکه آزمایش کرونا کوشال و پدنکار در موج دوم مثبت اعلام شد فیلم‌برداری چند هفته به تعویق افتاد.